# Zawiety Iljicza (obwód saratowski)
Zawiety Iljicza (ros. Заветы Ильича) – wieś (sieło) w Rosji, w obwodzie saratowskim, w rejonie engelskim. W 2010 liczyła 1045 mieszkańców.